# Энтерпрайз (Юта)
Энтерпрайз — город на северо-западе округа Вашингтон, штат Юта, США. На 2018 год его население составляло 1862 человека.

## Демография
По данным переписи 2000 года, в Энтерпрайзе проживало 317 семей из 1285 человек в 378 домохозяйствах. Плотность населения — 170,5 чел/км².

### Расовый состав
- 95,25 % белых
- 2,49 % коренных американцев
- 0,23 % азиатов
- 0,78 % остальных рас
- 1,25 % от смешанных рас.

1,17 % от всего населения — испаноязычные.

### Возрастной состав
Население города по возрастному диапазону распределяется следующим образом: 40,0 %— жители младше 18 лет, 8,9 % — между 18 и 24 годами, 21,3 % — от 25 до 44 лет, 18,0 % — от 45 до 64 лет и 11,8 % — в возрасте 65 лет и старше. Средний возраст населения — 26 лет. На каждые 100 женщин в Энтерпрайзе приходится 100,8 мужчин, при этом на 100 совершеннолетних женщин приходится 101,8 мужчин сопоставимого возраста.

### Семейный состав
Население города по составу семьи распределяется следующим образом: 73,8 % совместно проживающих супружеских пар (49,5 % с детьми младше 18 лет); 7,4 %— женщины, проживающие без мужей. 16,1 % не имеют семьи. В среднем домашнее хозяйство ведут 3,4 человека, а средний размер семьи — 3,82 человека. В одиночестве проживают 15,1 % населения, 9,3 % составляют одинокие пожилые люди (старше 65 лет).

### Доходы
Средний доход домохозяйства в городе — $35 694, средний доход для семьи — $38 500.
Мужчины имеют медианный доход в $31 905 в год против $16 354 среднегодового дохода у женщин.
Доход на душу населения составляет $13 858.
4,3 % семей и 6,1 % населения проживают за чертой бедности, включая 4,8 % жителей младше 18 лет и 5,0 % в возрасте 65 и старше.

## География
Энтерпрайз расположен на южном краю Большого бассейна, на высоте 1624 метра (5329 футов) от уровня моря.
Энтерпрайз находится примерно в 40 милях к северо-западу от Сент-Джорджа и в 45 милях к юго-западу от Сидар-Сити.
По данным Бюро переписи населения Соединенных Штатов, общая площадь города составляет 7,5 км².

## История
Город был основан американскими переселенцами из города-призрака Хебронав 1891 году.
Свое название город получил в честь почтового отделения «Энтерпрайз», которое работает с 1899 года.